# Port Howard
Port Howard (nome em espanhol: Puerto de Mitre; às vezes, Puerto Howard) é o maior assentamento em Malvina Ocidental - a menos que Fox Bay seja considerada como um assentamento, em vez de dois. Situa-se no leste da ilha, em uma enseada de Canal de San Carlos. Fica nas encostas mais baixas do Monte Maria (parte da serra de Hornby).
Port Howard é o centro de uma fazenda de ovelhascom 800 quilômetros quadrados, com vinte residentes permanentes e mais de 40.000 ovelhas. Às vezes, essa população dobra com os moradores temporários/sazonais.
O assentamento possui duas pistas de pouso que recebem voos regulares a partir de Stanley, e é também o Terminal Oeste da balsa Leste-Oeste. O governo das Ilhas Malvinas construiu uma rede de rodovias nas Malvinas Oriental e Ocidental. Port Howard está no extremo norte da rede viária da Malvina Ocidental.

## História
Port Howard foi fundada por James Lovegrove Waldron e seu irmão em 1866: os irmãos Waldron  mais tarde partiram para a Patagônia, mas deixaram a fazenda sob gestão local. Em 1986, a propriedade foi comprada por Robin e Rodney Lee, permitiram à população local a compra de participação acionária. Em 2004, a fazenda foi assumida por Myles e Christopher (Critta) Lee, os filhos de Robin, após a aposentadoria de Rodney Lee.

### Guerra das Malvinas
Durante a Guerra das Malvinas, o povoado foi ocupado por uma tropa de cerca de 1000 argentinos, a maioria pertencente ao Quinto Regimento de Infantaria Motorizada. Um pequeno museu foi construído em um galpão. Nele há alguns itens deixados para trás pela tropas argentinas, incluindo um assento ejetor. Fixado na parede, há um poema, a Ode to Tumbledown, escrita por um guarda escocês anônimo. 
Em 21 de maio de 1982, um Harrier da RAF, pilotado  pelo tenente-aviador Jeffrey Glover, foi abatido por um por membros da Companhia de Comandos 601. Em 26 de maio, pelo menos quatro soldados argentinos foram mortos e vários outros foram feridos após o outro Harrier ter atingido o alvo.
O Serviço Aéreo Especial britânico mantinha um posto de observação secreto em Many Branch Point,  um ponto elevado acima de Port Howard, que foi descoberto em 10 de junho de 1982, por uma Seção da Companhia de Comandos 601. Durante a luta que se seguiu luta, o Capitão John Hamilton foi morto e o sinaleiro goês, o Sargento Fonseca, foi capturado. Naquela noite, testemunhou-se o bombardeio impreciso realizado pelas fragatas britânicas em Port Howard. Isto levou a especulações entre os oficiais argentinos de que a missão de Hamilton era para agir como observador avançado. O túmulo de Hamilton ainda pode ser visto no morro acima de Porto Howard. Os argentinos permitiram o uso da Bandeira do Reino Unido no caixão antes do enterro.
Em 15 de junho de 1982, um dia depois da rendição argentina, a guarnição rendeu-se ao grupamento dos Royal Marines de B Coy, 40 Commando e HMS Cardiff.